# Католицизм в Польской народной республике
Католицизм в Польской народной республике — был ведущей конфессией в этом социалистическом государстве на протяжении всего её существования. В Польше не было массового уничтожения церквей и духовенства как в СССР. В Польской народной республике сохранялось государственное финансирование церкви, а также уроки религии и христианская символика в государственных школах (хотя временами её выносили оттуда). Более того, Польша стала пожалуй единственной социалистической страной, в которой католическая церковь активно участвовала в политической борьбе, сохраняя значительную автономию. Лишь в 1949—1956 годах коммунистическим властям удалось на короткое время подчинить себе епископат католической церкви: примас Польши был арестован, а оставшиеся иерархи принесли присягу на верность Польской народной республике. Но смена власти привела к тому, что в 1956—1958 годах Католической церкви вернули привилегии. В 1958—1970 годах режим Гомулки вновь безуспешно пытался снизить влияние церкви. С 1971 года при Э. Гереке польское правительство перешло к сотрудничеству с католическими иерархами. Несмотря на официальную политику атеизма католических иерархов объединяло с социалистическими властями стремление закрепить за польской католической церковью западные и северные земли, приобретенные в результате Второй мировой войны. Росту авторитета церкви способствовало избрание поляка Кароля Войтылы папой римским в 1978 году. В 1980-е годы Католическая церковь поддержала оппозицию и смогла путем активного посредничества добиться её легализации, чем способствовала почти бескровной ликвидации коммунистического режима в Польше.

## Католическая церковь в Польской республике (до 1949 года)

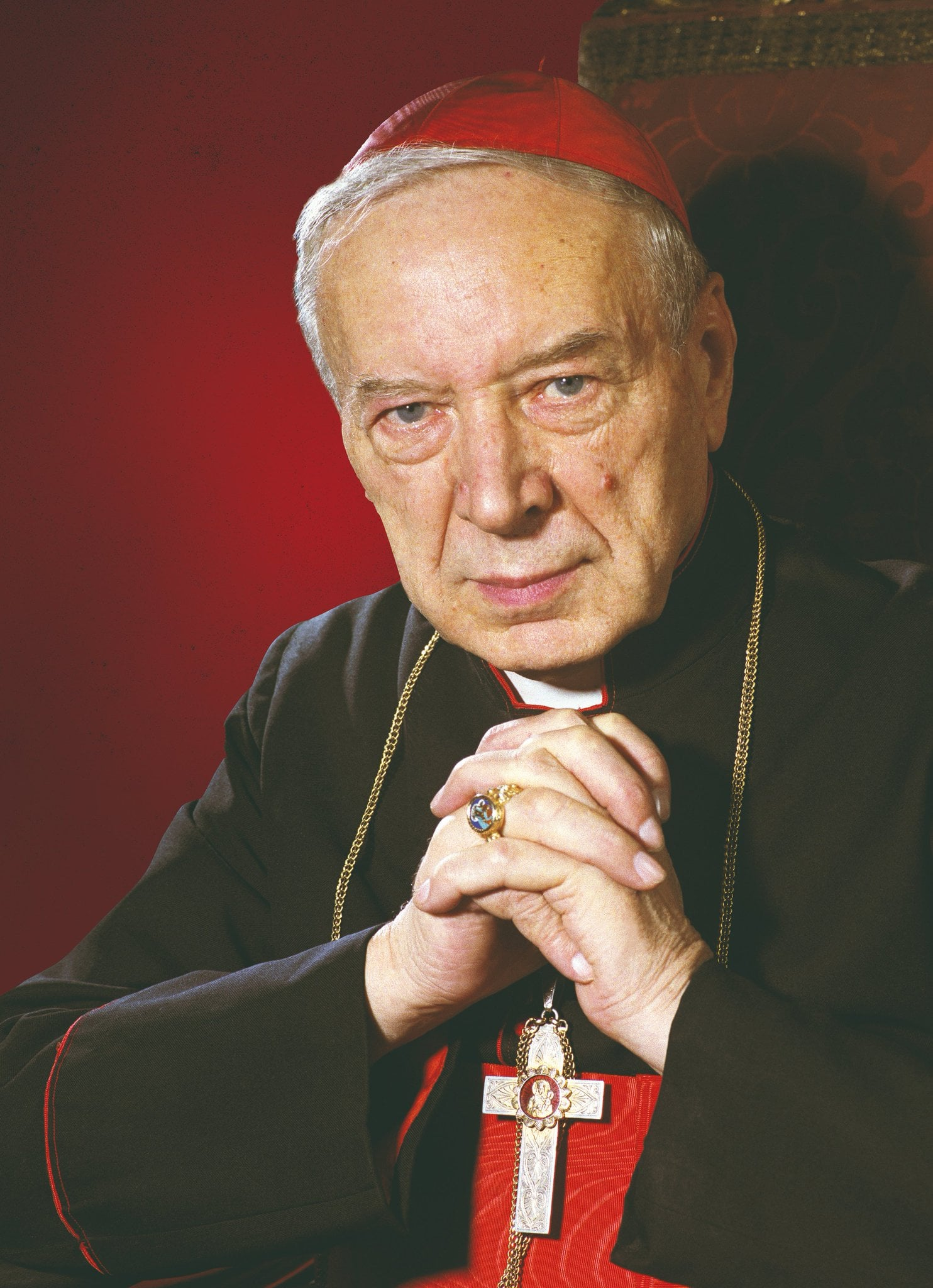
Стефан Вышиньский, примас польской католической церкви в 1948—1981 годах

В первые послевоенные годы Польская католическая церковь стала абсолютно доминирующей религиозной организацией в Польше. Этому способствовало то, что национальный состав страны стал практически моноэтничным — многочисленная довоенная еврейская община сократилась, большинство немцев покинуло страну, населенные украинцами и белорусами земли отошли СССР. Кроме того, из Советского Союза в Польшу было переселено много поляков. В итоге в Польше осталось очень мало приверженцев других конфессий (иудаизма, лютеранства и православия), распространенных до войны. Если в 1938 году католики составляли 65 % населения Польши, то в 1945 году католиками были 97,7 % жителей Польши.
Польское католическое духовенство было многочисленным. В 1946 году оно состояло из 2 кардиналов, 4 архиепископов, 30 епископов, 5 апостольских администраторах, а также 7 тыс. ксендзов. Польша была разделена на 3 митрополии (Варшавскую, Гнезненско-Познанскую и Краковскую), 22 диоцеза, а также 6 тыс. парафий. Во главе церкви стояли кардинал А. Хлонд (он вернулся в Польшу 21 июля 1945 года) и проживший всю оккупацию в Польше краковский архиепископ (с 1946 года кардинал) А. Сапега. В 1948 году главой польской церкви (примасом) стал С. Вышиньский.
Использовать против ксендзов обвинения в коллаборационизме было трудно, так в Польше большинство католического клира не сотрудничало с врагом.
Кроме того, католическая церковь опиралась на зарубежную поддержку — Ватикан. Этот фактор также мешал коммунистическим властям Польской народной республики подчинить себе католическую иерархию как сталинский режим подчинил себе Русскую православную церковь. Уже 12 сентября 1945 года были разорваны отношения Польши с Ватиканом, а конкордат 1925 года был денонсирован (правда Б. Берут в 1945—1946 годах будет предлагать Ватикану восстановить отношения). Предлогом для разрыва отношений стал самовольный выезд из Польши после нападения на нее Германии папского нунция Филиппо Кортези, изменение Ватиканом границ диоцезов и назначение немецкого гражданина Карла Сплетта администратором Хелминской епархии. Польские епископы отреагировали на этот разрыв негативно, но особенно не протестовали.
О значительном политическом влиянии католицизма свидетельствует тот факт, что в тексте присяги Президента Польши, произнесенной коммунистом Б. Берутом 5 февраля 1947 года были слова «Да поможет мне Бог». На первых послевоенных выборах в польский сейм, прошедших 15 января 1947 года, 5 мест получили «светские католики». Перед выборами 1947 года коммунистические спецслужбы завербовали 347 ксендзов и иных духовных лиц.
В 1945—1947 годах вытеснение церкви из общественной жизни шло очень осторожно. В конце 1945 года была введена светская регистрация актов гражданского состояния, чиновники и судьи при клятве перестали упоминать Бога, преподавание религии в государственных школах стало факультативным.
В первые послевоенные годы польские власти активно финансировали католическую церковь и не мешали её структурам проникать в общественные организации. Церковь сохранила принадлежащие ей до войны обрабатываемые земли, разрушенные храмы восстанавливались при поддержке государства, из бюджета финансировалась религиозная периодика, были открыты Люблинский католический университет, теологические факультеты в Варшавском и Краковском университетах. В Союзе харцеров, в армии, тюрьмах, больницах были капелланы. Также коммунисты вернули католическому духовенству отобранное немцами имущество. Также были восстановлены уроки Закона Божьего в школах (в качестве факультатива).
Часть польского духовенства относилась к новой власти негативно и сотрудничала с вооруженным подпольем. Польский примас Август Хлонд получал ежемесячные информационные записки от подпольной организации «Свобода и Независимость».
Неприязнь между католическим духовенством и коммунистами усиливал еврейский вопрос. Духовенству не нравилось большое число евреев в польских органах государственной безопасности и в партийных органах. Антисемитизм был характерен не только для рядового духовенства, но и для католических епископов. Келецкий епископ Чеслав Качмарек сообщил в 1946 году американскому послу следующее: «Госбезопасность — это организация, сравнимая с гестапо и руководимая евреями». В свою очередь пресса после келецкого погрома 1946 года активно формировала образ священника-антисемита.

## Антицерковная кампания 1949—1956 годов
Началом мощного наступления коммунистических властей на католическую церковь стала вторая половина 1949 года. Ещё в ноябре 1947 года Министр государственной безопасности Польши определил католическую церковь «как наиболее организованного и сильного врага, с которым следует как можно быстрее померяться силой». По состоянию на ноябрь 1949 года в тюрьме находился 81 ксендз. 5 июля 1949 года было введено налогообложение духовных лиц. В августе того же года у церкви забрали метрические книги. Во второй половине 1949 года были закрыты католические начальные школы и детские сады, прекращен прием в Люблинский католический университет, религиозные символы вынесены из государственных учебных заведений, священники удалены из тюрем. Была введена обязательная регистрация монастырей, а церковь лишена налоговых льгот. Церковные типографии и издательства, а также больницы при костелах, монастырях и церковных благотворительных организациях национализированы. В апреле 1950 года между католическим епископатом и польскими властями было подписано и опубликовано соглашение:
- Епископат признал присоединение к Польше новых земель и обязался бороться с «преступной деятельностью подпольных банд», а также «не противостоять созданию кооперативов в деревне» и признавать власть папы только в вопросах веры, морали и церковной юрисдикции;
- Создавался государственный Костельный фонд, который подчинялся новой государственной структуре — Управлению по делам вероисповеданий. Этот фонд должен был «предоставлять соответствующие суммы» в распоряжение глав диоцезов;
- Государство обещало сохранить преподавание религии в школах, католические школы и университет.

22 июня 1950 года «Заявление епископата по вопросу мирного урегулирования отношений между народами» поддержало инициативу коммунистических властей по подписанию Стокгольмского воззвания, причем этот документ подписали епископы и большинство духовенства и монашествующих (около 500 ксендзов, отказавшихся ставить свою подпись, были властями отстранены от воспитания молодежи). 20 января 1951 года был арестован по обвинению в коллаборационизме и шпионаже «в пользу США и Ватикана» епископ Келецкий Ч. Качмарек. Польские власти по-прежнему пытались расколоть церковь, опираясь на так называемых «ксендзов-патриотов». Здесь основным аргументом был вопрос о недавно присоединенных западных землях Польши. В декабре 1951 года во Вроцлаве собралась конференция с участием 1550 ксендзов и 150 светских католиков, которые требовали от епископата ввести церковную администрацию на этих территориях.
В 1952 году официальное название страны было изменено — государство стало называться Польской народной республикой. Антицерковная кампания была продолжена. В 1952 году было установлено, что все пастырские послания политического характера должны до рассылки по приходам предоставляться на согласование в Управление по делам вероисповеданий. Декрет Госсовета Польской народной республики, изданный 9 февраля 1953 года, ввел обязательную государственную санкцию на назначение на церковные должности, а также обязательную присягу духовенства на верность республике, ряд священнослужителей Краковской курии были осуждены в январе того же года за шпионаж в пользу «американского империализма и Ватикана».
Несмотря на все ограничительные меры, католическая церковь в Польше в начале 1950-х годов оставалась очень сильной. Она располагала 25 диоцезами, 9775 костелами, 2491 монастырем, а духовенство состояло из 10 тыс. приходских священников, более 30 тыс. монахов и монахинь. В ответ на отказ исполнять декрет от 9 февраля 1953 года были арестованы глава польской церкви С. Вышиньский и несколько епископов. После этого католическая иерархия избрала исполняющим обязанности примаса Польши лодзинского епископа М. Клепача, во главе с которым 17 декабря 1953 года епископы присягнули на верность Польской народной республике. Вскоре были закрыты многие католические школы при монастырях, теологические факультеты Варшавского и Краковского университетов.
Папа римский Пий XII по просьбе польского духовенства отменил положение 1926 года о подчинении армейских и флотских капелланов директивам военного командования. Одновременно 1 июля 1949 года папский декрет отлучил от церкви всех членов коммунистических партий (правда уже осенью последовало разъяснение, что отлучение касается только активных партийных функционеров и лишь если «если человек высказывает полное согласие с марксизмом»).

## Улучшение отношений государства и церкви (1956—1957)
Приход к власти Гомулки означал резкое улучшение государственно-церковных отношений начиная с 1956 года. Были отпущены и вернулись к богослужениям арестованные епископы во главе со С. Вышиньским, восстановлены уроки религии в школах (причем их стало оплачивать Министерство просвещения), в класс для возвращения католического креста было достаточно заявлений родителей учеников, 8 ноября 1956 года заработала смешанная комиссия по нормализации отношений между государством и церковью. Ухудшение ситуации в стране в 1956—1957 годах заставило польские власти просить церковь о моральной помощи. 14 января 1957 года польский премьер-министр Ю. Циранкевич принял примаса С. Вышиньского и попросил его поддержать власть и призвать верующих участвовать в парламентских выборах (епископат после этого принял заявление, что в день голосования, 20 января 1957 года, богослужения будут проводиться так, чтобы католики успели прийти на участки). В марте 1957 года был освобожден и реабилитирован епископ Ч. Качмарек (вскоре он приступил к богослужению).
Однако уже со второй половины 1957 года в отношениях между государством и церковью наметилось охлаждение. 21 июля 1957 года в присутствии верующих отряд польской милиции провел обыск на территории особо почитаемого Ясногорского монастыря, пытаясь обнаружить религиозную литературу, которая не прошла государственную цензуру. 9 января 1958 года Гомулка и Циранкевич более 11 часов беседовали с примасом С. Вышиньским, который по итогам разговора пришел к выводу: «Гомулка, бесспорно, апостол своей идеи. Однако он человек непримиримый, решительный враг религии, хотя считается с влиянием Костёла в Польше. Особенно ожесточенно он высказывался против крестов в школе».

## Вторая антицерковная кампания (1959—1970)
Началом второй антицерковной кампании стало видимо 31 июля 1958 года, когда католический епископат ознакомили с решением правительства:
- с нового учебного года в школах оставался только один учебный час религии в неделю;
- представители монашеских орденов отстранялись от преподавания в общеобразовательных учреждениях;
- из школьных помещений изымалась религиозная символика.

В октябре 1959 года епископату было объявлено, что на основании закона от 11 марта 1932 года «О частных научных и воспитательных учреждениях» власти будут осуществлять надзор за духовными учебными заведениями. С февраля 1960 года началось инспектирование семинарий, причем проверяли в основном преподавание светских предметов, а также библиотеки для изъятия книг «враждебного содержания». В сентябре 1960 года более, чем в половине школ не было уроков религии. Кресты были изъяты не только из школ, но и из больниц, магазинов, аптек, детских домов, государственных учреждений. В 1965 году на семинаристов была распространена всеобщая воинская повинность. В 1967 году была прервана работа Совместной комиссии правительства и епископата. С 1962 в системе Службы безопасности МВД функционировал IV департамент, специально учреждённый для борьбы с «враждебной деятельностью» религиозных организаций, прежде всего католической церкви.
Проявлением антицерковной кампании стало стремление властей сократить число костелов в 1960-е годы административными методами. В 1959—1960 годы было приостановлено строительство 47 костелов, на возведение которых ранее было дано согласие. В 1961—1963 годах власти не выдали ни одного разрешения на строительство костела. Далее статистика выдачи разрешений была такой: в 1964 году — 1, в 1965 году — 5, в 1966—1967 годах — 3. Из этого видно, что в 1959—1967 годах получить разрешение на постройку нового костела было в Польше почти невозможно. Церковь ответила на это возведением храмов без согласования. Только за 1968—1970 годы в Польше самовольно было построено 124 церковных объекта.
В 1960-е годы польский епископат вмешивался в политику очень осторожно. Например, после студенческих беспорядков, прошедших в марте 1968 года, епископат направил письмо премьер-министру Польши, в котором указал, что «нельзя увидеть в этих выступлениях „бунта молодежи“ против государственного строя или против государственных властей».

## Нормализация отношений государства и церкви (1970-е годы)
В декабре 1970 года в результате волнений был смещен со своего поста глава правящей ПОРП Владислав Гомулка. Его преемник Эдвард Герек почти сразу взял курс на улучшение отношений с католической церковью. Видимо это было ему необходимо, чтобы укрепить уже ослабевшую коммунистическую власть. Уже 1 февраля 1971 года правительство обещало передать церкви в собственность то государственное имущество, которым она пользовалась на северных и западных землях. Принятый сеймом 23 июня 1971 года закон передал в собственность церкви более 4 тыс. костелов и часовен, около 1,5 тыс. зданий и несколько сот гектаров пахотной земли. В 1973 году церковь получила ещё около 600 объектов недвижимости. Новая власть охотно выдавала разрешения на строительство новых храмов. В 1971—1975 годах было построено 132 костела. Государство простило церковные долги, отменило требование к ксендзам вести инвентарные книги. Увеличился набор в духовные семинарии — в 1971 году в них приняли 735 человек, а в 1976 году — уже 1174.
Католическая церковь в 1970-е годы продолжала вмешиваться в политическое развитие Польской народной республики. Например, 9 января 1976 года епископат направил письмо против внесения изменений в Конституцию страны.
Примером того, как польские власти старались привлечь на свою сторону церковь путем уступок, служат следующие события. 24 июня 1976 года в сейме глава польского правительства объявил о значительном повышении цен на продукты питания. А 22 июня 1976 года он подписал разрешение на строительство 30 костелов. Причем воеводам было поручено побеседовать о грядущем повышении цен с епископами. В последовавших за повышением цен волнениях епископат занял позицию хотя и нейтральную, но благожелательную к властям. Например, 20 июля 1976 года епископ Б. Домбровский по своей инициативе встретился со С. Каней «по вопросу рабочих, репрессированных за выступления против повышения цен» и просил об амнистии для участников беспорядков, заверив власти, что церковь всегда готова «успокаивать общество». Примерно через год, 19 июля 1977 года, амнистия была объявлена.
Авторитет церкви в 1970-е годы значительно укрепило избрание поляка Кароля Войтылы папой римским. Иоанн Павел II посетил Польскую народную республику 2 — 10 июня 1979 года, несмотря на протесты советского лидера Л. И. Брежнева.

## Католическая церковь в 1980—е годы: между властью и оппозицией

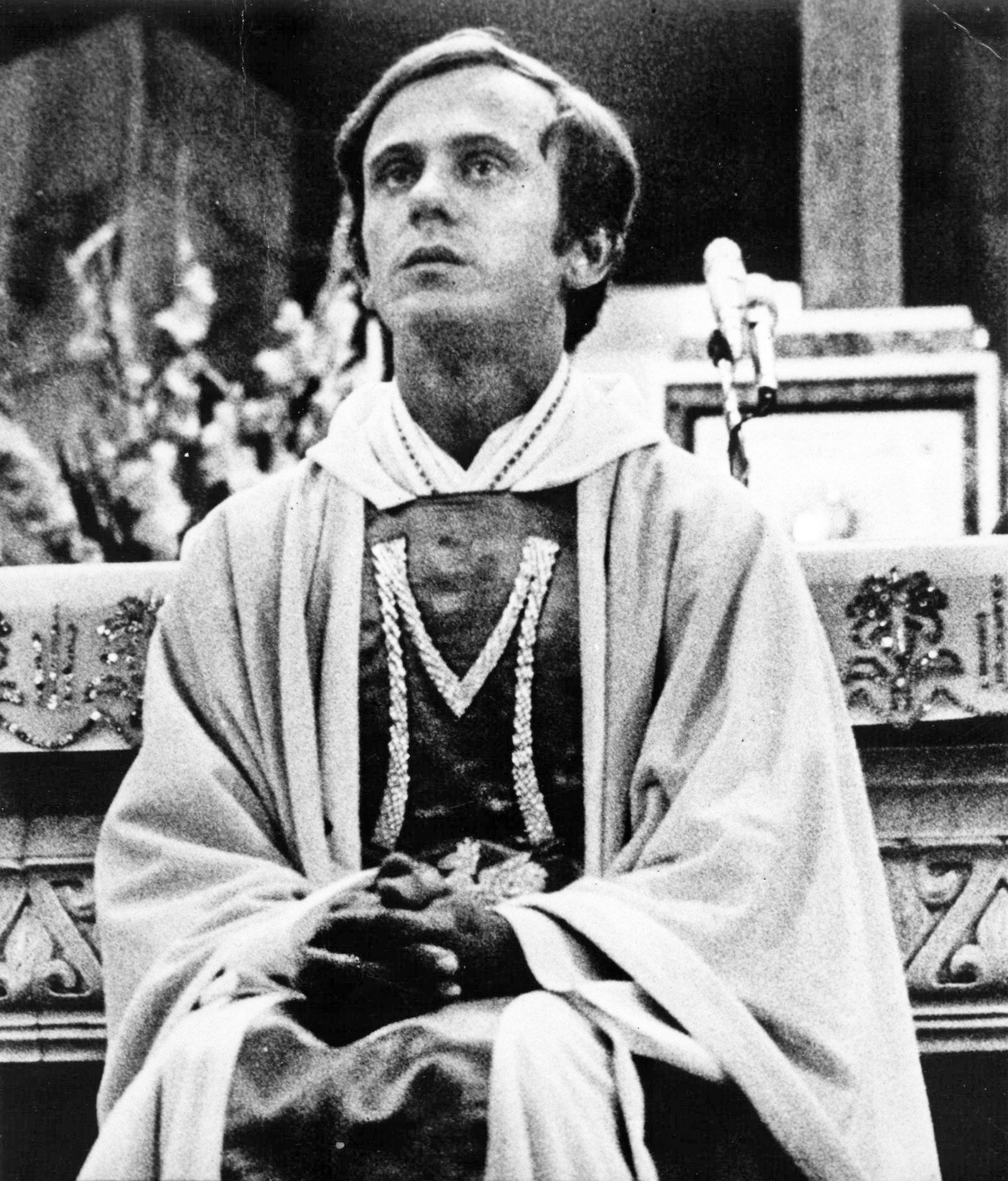
Капеллан оппозиционного профсоюза «Солидарность» Ежи Попелушко

В 1980 году в Польше началось противостояние между властями и профсоюзом «Солидарность». В этом конфликте духовенство выступило посредником. Польские власти опять попытались привлечь епископат на свою сторону путем уступок. Например, в сентябре 1980 году вновь начала работать Совместная комиссия правительства и епископата. Вскоре в Польше было введено военное положение и к власти пришел В. Ярузельский. Профсоюз «Солидарность» был запрещен, его активисты интернированы. В этих условиях часть католического духовенства поддержала профсоюзных активистов — в костелах устраивались выставки, встречи, церковь собирала деньги для арестованных. Однако епископат дистанцировался от оппозиции, как и значительная часть клира: по данным спецслужб в 1982 году лишь 5 — 10 % духовенства активно поддерживали «Солидарность». В конфликт вмешался Иоанн Павел II, который в 1983 году посетил Польшу и встретился с освобожденным незадолго до его визита лидером оппозиции Л. Валенсой. Польские власти пытались бороться с нелояльными представителями духовенства, доходя до крайних мер. Например, в 1984 году офицеры спецгруппы IV департамента похитили и убили капеллана «Солидарности» Е. Попелушко. Однако власти арестовали и предали его убийц суду, приговорившего их к длительным срокам заключения.
В 1987 году Польшу вновь посетил папа Иоанн Павел II: в ходе визита он выразил полную поддержку «Солидарности» и поблагодарил её членов за борьбу во имя достоинства человеческого труда. В 1988—1989 годах польские власти прибегли к посредничеству католических священников для переговоров с оппозицией в условиях мощного забастовочного движения. В мае 1988 года секретарь ЦК ПОРП С. Чосек переговорил с секретарем Совместной комиссии правительства и епископата А. Оршуликом, пообещав создать коалиционное правительство с участием оппозиции. В августе того же года епископы выступили с посланием, в котором отмечали, что «основной причиной нынешней общественно-политической ситуации является нарушение прав человека и достоинства человеческого труда» и поэтому «необходимо искать пути, ведущие к профсоюзному плюрализму и созданию объединений». По сути это было требование к властям признать независимые профсоюзы и многопартийность. В сентябре 1988 года власти при участии церковников провели с «Солидарностью» переговоры в Магдаленке. В декабре того же годы в костеле Божьего милосердия в Варшаве собрались представители оппозиционных организаций и учредили Гражданский комитет. В феврале — апреле 1989 года при участии представителей церкви прошли переговоры Круглого стола, завершившиеся легализацией «Солидарности» и введением реальной многопартийности. По итогам прошедших в июне того же года парламентских выборов «Солидарность» стала почти полностью контролировать созданный Сенат Польши. 31 декабря 1989 года название страны было изменено на «Республику Польшу», а в январе 1990 года ПОРП была переименована в Социал-демократию Республики Польша. Но у власти ещё оставался коммунистический президент В. Ярузельский. В 1990 году кардинал Ю. Глемп провел «чаепитие у примаса» — встречу представителей оппозиции и власти, на которой было решено досрочно прекратить полномочия В. Ярузельского и провести президентские выборы. В итоге в декабре 1990 года президентом Польши был избран лидер оппозиции Л. Валенса.

## Католическая церковь и новые земли Польской народной республики
Польская католическая церковь видимо была сторонницей сохранения новых западных границ Польши, то есть закрепления за страной немецких земель, полученных в результате Второй мировой войны. 18 ноября 1965 года на II Ватиканском соборе польские епископы вручили немецким епископам обращение «Мы прощаем и просим нас простить», в котором призвали к примирению, но вместе с тем подчеркнули, что новая граница Польши по Одеру и Нейсе является для поляков гарантией существования. 5 декабря того же года был послан ответ от 42 немецких епископов и кардиналов (согласованный с властями ФРГ), в котором иерархи просили забыть об обидах, нанесенных польскому народу немцами и призывали к прощению, но вопрос о западной границе Польши не был однозначно разрешен. Зато письмо польского епископата вызвало крайнее недовольство властей. В Польше на предприятиях в вузах, школах, в селах были приняты десятки тысяч резолюций с осуждением данного поступка, кардиналу С. Вышиньскому поступило много протестных писем. Наконец, 7 января 1966 года власти Польши запретили С. Вышиньскому выезд в Ватикан, обосновав свое решение тем, что примас использует свое пребывание там в политических целях. Лишь в ноябре 1968 года ему был вновь выдан заграничный паспорт. Также польские власти не разрешили папе римскому Павлу VI и иностранным епископам посетить празднования 1000-летия крещения Польши.
Вскоре Польша и ФРГ заключили договор, согласно которому Германия признала западную и северную границы Польской народной республики. 28 июня 1972 года конференция польского епископа обратилась к папе римскому с просьбой привести территориальную структуру Польской католической церкви с существующими границами ПНР. В ответ примас С. Вышиньский получил папскую буллу, в которой на новых землях были созданы вместо временной администрации епископство во Вроцлаве и 4 диоцеза.

## Польская католическая церковь и греко-католики
После войны в СССР были ликвидированы католические митрополии в Вильнюсе и Львове. Вместо них на территории Польше создали три временные апостольские администрации — Любачовскую, Белостокскую и Дрогичинскую. В первые послевоенные годы на территории Польши была ликвидирована Украинская греко-католическая церковь, а её имущество было частично передано римско-католической церкви (остальное получили православные и польское государство). Около 250 тысяч греко-католиков проживали изначально в основном на юго-востоке, откуда затем в результате операции «Висла» 1947 года украинцы и лемки были выселены в северные и западные земли Польши. В дальнейшем отношения католического епископата и греко-католиков вылились в вялотекущий конфликт. Польские католические епископы позволяли униатам служить в католических храмах, а также протестовали против арестов униатских священников сотрудниками НКВД. Ватикан наделил польских примасов полномочиями делегатов по греко-католикам. Однако униатам не нравилось занятие католиками пустующих греко-католических храмов. Со своей стороны католические епископы были против попыток униатов получить от Ватикана статус отдельной церкви.

## Католические периодические издания в Польской народной республике
В Польше в конце 1940-х годов выходило несколько католических периодических изданий:
- Еженедельник «Тыгодник варшавский» был закрыт в 1948 году, а его редакторы (во главе с ксендзом З. Качиньским[50]) были арестованы[9];
- «Тыгодник повшехны» (главный редактор — Е. Турович) издавалось лояльным властям обществом светских католиков («движением Знак»), после отказа в марте 1953 года опубликовать некролог о Сталине, это издание было передано Объединению ПАКС[51];
- Журнал «Знак» — издавался обществом светских католиков[51].